# Oberhof (Argovie)
Pour les articles homonymes, voir Oberhof.
Oberhof est une commune suisse du canton d'Argovie, située dans le district de Laufenburg.

Photo aérienne (1953).